# Sonia Molanes
Sonia Molanes, född den 28 maj 1980 i Cangas de Morrazo, Spanien, är en spansk kanotist.
Hon tog bland annat VM-guld i K-2 200 meter i samband med sprintvärldsmästerskapen i kanotsport 2002 i Sevilla.